# International Planned Parenthood Federation
International Planned Parenthood Federation (IPPF) är en internationell icke-statlig organisation som kämpar för sexuell och reproduktiv hälsa och rättigheter. Den fungerar som samordnande paraplyorganisation för nationella organisationer typ svenska RFSU. IPPF grundades 1952 på initiativ av Margaret Sanger, pionjär inom aktivismen kring familjeplanering.

## Historia och verksamhet

### Bakgrund och tidiga år
IPPF grundades 1952 (två decennier efter svenska RFSU), som en mer permanent fortsättning på den provisoriska International Committee on Planned Parenthood (ICPP). Denna hade bildats 1948, i samarbete mellan organisationer i USA, Storbritannien, Sverige och Nederländerna. Initiativet till bildandet av den mer permanenta organisationen kom från Margaret Sanger, irländsk-amerikansk sjuksköterska och sexualupplysare som varit drivande i etablerandet av familjeplanering som begrepp.
Grundandet gjordes vid den tredje internationella konferensen för familjeplanering, i indiska Bombay, av organisationer från Västtyskland, Hongkong, Indien, Nederländerna, Singapore, Sverige, Storbritannien och USA. Syftet var att ytterligare befästa familjeplanering som princip och möjlighet för familjer och individer internationellt. Japan, där man ännu inte bildat en nationell organisation runt familjeplanering, valdes in som associerad medlem.
Därefter anslöts nya medlemsländer på årlig basis, och 1961 samlade IPPF 32 medlemmar uppdelat i fyra geografiska regioner. Organisationen består numera (2024) av mer än medlemsorganisationer verksamma i mer än 145 länder. IPPF har huvudkontor i London och Washington.

### Utveckling
Organisationen fortsatte de mål som ICPP ställt upp, inklusive samlandet och spridandet av information om familjeplanering och mänsklig fortplantning, befolkningsproblem och sexualundervisning. Man arbetade även med stöd till fortsatt forskning, utbildning och organiserande runt dessa ämnen.
Successivt kom man att ägna allt mer av sina resurser till bildandet av föreningar runt familjeplanering, liksom samordningen av de olika nationella organisationerna. IPPF prioriterade också utvecklandet av billiga och lättare tillgängliga preventivmedel, och man stödde forskning och testande av olika preventiva barriärmetoder och hormonella medel (se p-piller). Man hjälpte 1953, 1955 och 1959 till med organiserandet av större internationella konferenser runt familjeplanering, vid sidan av en mängd regionala konferenser. Information från IPPF spreds även via en månatlig nyhetsskrift.
Under 1950-talet delade Sanger den operativa ledningen av organisationen med Indiens Dhanvanthi Rama Rau. Därefter trädde den nu 80-åriga Sanger tillbaka, negativt påverkad av sin allt sämre hälsa. Under Sangers ledarskap sköttes många projekt i praktiken av en kärna av aktivister som inkluderade Rama Rau, Sveriges Elise Ottesen-Jensen samt C. P. Blacker och Vera Houghton (de två sistnämnda från Storbritannien). Sanger ägnade sig själv bland annat åt arbetet för bättre födelsekontroll i Indien och Japan, liksom insamlingsarbete till organiosationen.

### Inkomster och politik
Den löpande verksamheten bekostades från början i första hand genom medlemsavgifter. Konferenser och andra specialprojekt gjordes dock via donerade medel, och detta gällde inte minst projekt i USA. Organisationen får numera för sin verksamhet mestadels stöd från stater, stiftelser and olika internationella organ, inklusive från Europeiska kommissionen och FN:s befolkningsfond. Halva budgeten kommer från olika statliga utvecklingsmedel. I sin verksamhet samarbetar man även med Världshälsoorganisationen, UNDP, Unicef och OECD.
IPPF:s verksamhet påverkas av givarländernas rådande politik i vissa frågor. Exempelvis drogs bidragen från USA:s regering in under åren George W. Bush respektive Donald Trump tjänstgjorde som USA:s president. IPPF och dess lokala medlemsorganisationer ger ofta hjälp till kvinnor i behov av aborter, något som inte var kompatibelt med de här två presidenternas anti-abort-politik. I början av 2010-talet drog även Kanadas då konservativt ledda regering in sitt stöd till IPPF – på motsvarande grunder.
IPPF har även drabbats av USA:s ofta officiella attityd att människohandel för sexuella ändamål och prostitution/sexarbete är samma sak; i länder som Etiopien delar den lokala medlemsorganisationen regelbundet ut kondomer till sexarbetare. 2023 gav organisationen officiellt stöd till sexarbetares rättigheter, inklusive stöd till avkriminalisering av koppleri och sexköp (där alla parter samtyckt).

## Ledningshistorik

### President (urval)
- 1952–1953: Dhanvanthi Rama Rau[13]

- 1953–1959: Margaret Sanger[13]
- 1959–1963: Elise Ottesen-Jensen[14]

### Generaldirektör/-sekreterare (urval)
- 1978–1984: Carl Wahren[15][16]
- –1989: Avabai Wadia[17][18]
- 1989–1995: Fred T. Sai[19][20] (1988–1995: Halfdan T. Mahler[21])
- 2002–2006: Steven W. Sinding[22]
- 2011–2018: Tewodros Melesse[23]
- 2018–: Alvaro Bermejo[24]